# Choragus sayi
Espèce
Choragus sayi est une espèce d'insectes coléoptères appartenant à la famille des Anthribidae.